# Meryta coriacea
Meryta coriacea är en araliaväxtart som beskrevs av Henri Ernest Baillon. Meryta coriacea ingår i släktet Meryta och familjen Araliaceae. Inga underarter finns listade.

## Bildgalleri

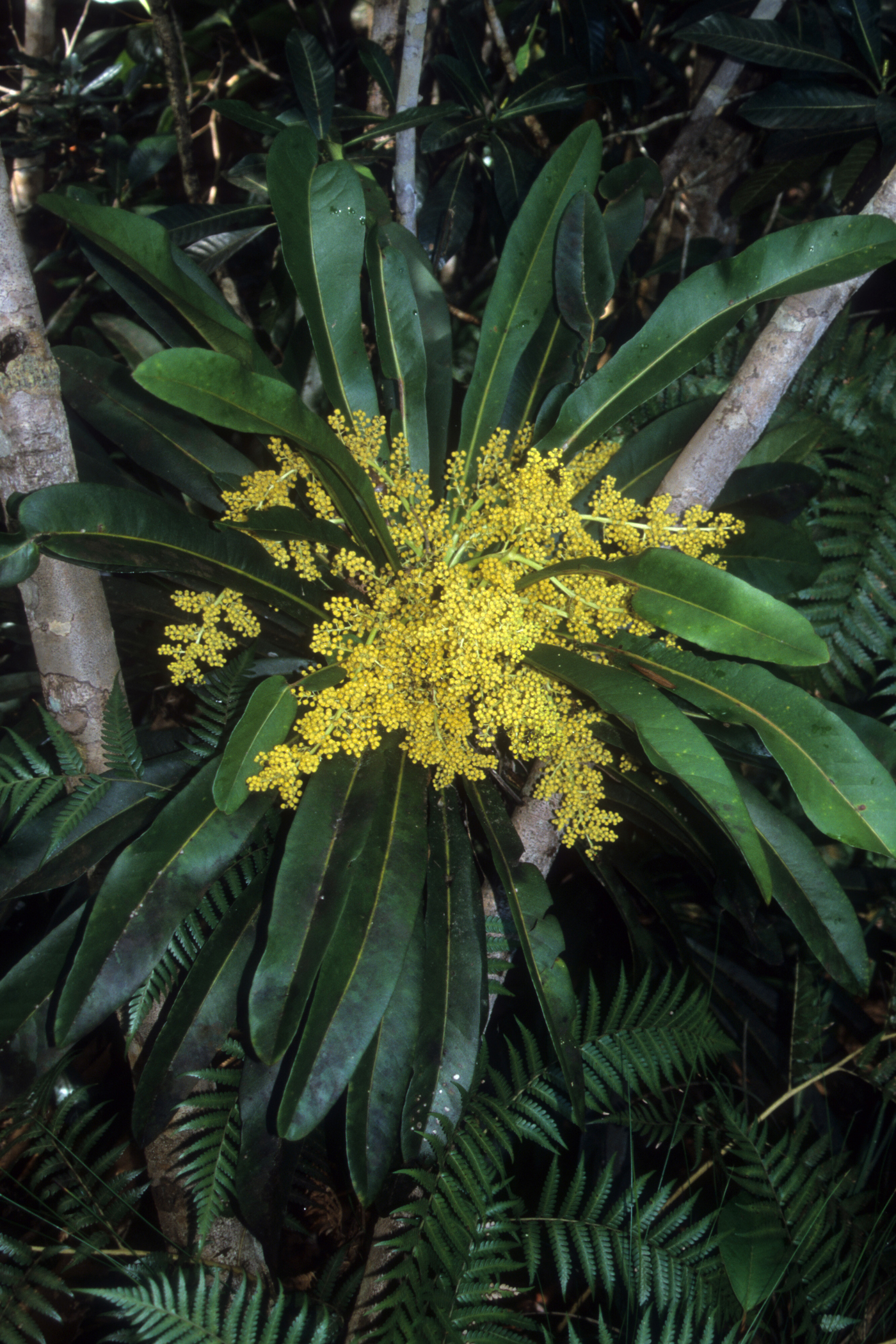